# Laelia xyleutis
Laelia xyleutis är en fjärilsart som beskrevs av George Francis Hampson 1905. Laelia xyleutis ingår i släktet Laelia och familjen tofsspinnare. Inga underarter finns listade i Catalogue of Life.